# Stadtgericht Erlangen
Das Stadtgericht Erlangen (von 1818 bis 1857 Kreis- und Stadtgericht Erlangen, von 1862 bis 1879 Stadt- und Landgericht Erlangen) war eine Gerichtsbehörde mit Sitz in Erlangen.

## Geschichte
Das Stadtgericht Erlangen II. Klasse wurde 1812 im Zuge von staatlichen Reformen gegründet. Stadtgerichte hatten im Königreich Bayern nur Aufgaben der Rechtsprechung, im Gegensatz zu den Landgerichten, die bis 1862 Gerichts- und Verwaltungsbehörde in einem waren. Zugleich wurde Erlangen zur kreisunmittelbaren Stadt und erhielt für die Verwaltung ein Polizeikommissariat. Das Stadtgericht war zuständig für Zivilsachen, die freiwillige Gerichtsbarkeit, das Vormundschafts- und Hypothekwesen. In Strafsachen umfasste sein Bezirk auch die Landgerichtszbezirke Herzogenaurach und Markt Erlbach. 1818 wurde das Stadtgericht in „Kreis- und Stadtgericht Erlangen mit erweiterter sachlicher Zuständigkeit“ umbenannt. Infolge der Revolution 1848/49 wurden in der Rechtsprechung auch Laien zugelassen (→Geschworenengericht). Am 1. Oktober 1857 übernahm das neu geschaffene Bezirksgericht Erlangen die streitige und freiwillige Gerichtsbarkeit des Kreis- und Stadtgerichtes Erlangen. Nach der Neuordnung der landesgerichtlichen Befugnisse kam es 1862 zur Bildung des Stadt- und Landgerichts Erlangen. In Strafsachen war es erstinstanzlich zuständig. Die Urteile konnten vom Bezirksgericht Erlangen zweitinstanzlich überprüft werden. Dieses Gericht bestand bis 1879 und wurde dann mit Einführung des deutschen Gerichtsverfassungsgesetzes in das Amtsgericht Erlangen umgewandelt.

## Struktur
Mit dem Gemeindeedikt entstand 1813 der Steuerdistrikt Erlangen. Zu diesem gehörten Papiermühle, Schleifmühle, Thalermühle und Wöhrmühle. Zugleich wurde der Magistrat I. Klasse Erlangen gebildet, der deckungsgleich mit dem Steuerdistrikt war.